# Maillères
Maillères ist eine französische Gemeinde mit 230 Einwohnern (Stand 1. Januar 2022) im Département Landes in der Region Nouvelle-Aquitaine (vor 2016: Aquitanien). Sie gehört zum Arrondissement Mont-de-Marsan und zum Kanton Haute Lande Armagnac.
Der Name in der gascognischen Sprache lautet Malhèras mit der Bedeutung „Tümpel“ oder „Wasserloch“.
Die Einwohner werden Maillerais und Mailleraises genannt.

## Geographie
Die Gemeinde Maillères liegt ca. 15 Kilometer nördlich von Mont-de-Marsan in den Landes de Gascogne, dem größten Wald Frankreichs, in der historischen Provinz Gascogne.
Umgeben wird Maillères von den Nachbargemeinden:
|                 | Bélis                                       |              |
| Brocas          | Kompassrose, die auf Nachbargemeinden zeigt | Arue         |
| Canenx-et-Réaut | Lucbardez-et-Bargues                        | Pouydesseaux |

Maillères liegt im Einzugsgebiet des Flusses Adour.
Die Douze durchquert das Gebiet der Gemeinde ebenso wie ihr Nebenfluss, die Gouaneyre.

## Geschichte
Maillères war bereits in der Bronzezeit besiedelt, wie Funde von Überbleibseln der Epoche in den Vierteln Saint-Rémy und Maysonnabe belegen. Im Viertel Chicot befand sind eine mittelalterliche Motte. Seit dieser Zeit durchquerte einer der Pilgerwege nach Santiago de Compostela das Gebiet.

### Einwohnerentwicklung
Nach Beginn der Aufzeichnungen stieg die Einwohnerzahl bis zur Mitte des 19. Jahrhunderts auf rund 530. In der Folgezeit sank die Größe der Gemeinde bei kurzen Erholungsphasen bis zu den 1970er Jahren auf rund 135 Einwohner, bevor eine moderate Wachstumsphase einsetzte, die heute noch andauert.
| Jahr      | 1962 | 1968 | 1975 | 1982 | 1990 | 1999 | 2006 | 2010 | 2022 |
| --------- | ---- | ---- | ---- | ---- | ---- | ---- | ---- | ---- | ---- |
| Einwohner | 200  | 169  | 134  | 136  | 176  | 182  | 190  | 213  | 230  |

## Sehenswürdigkeiten

### PfarrkircheSainte-Quitterie

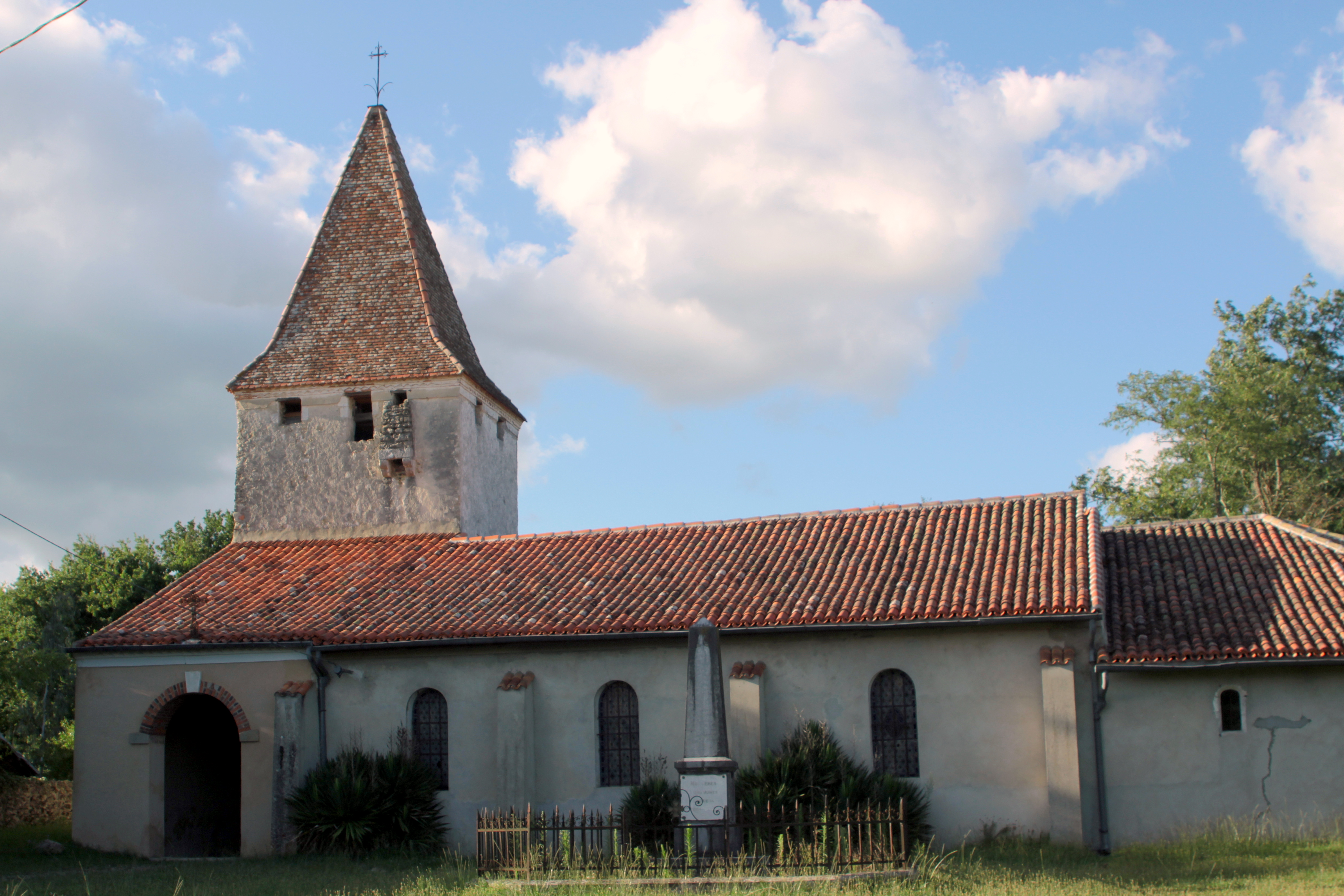
Pfarrkirche Sainte-Quitterie

Die Kirche, die der heiligen Quiteria geweiht ist, wurde an einem Standort errichtet, dessen langes Bestehen durch den Fund von mehreren Sarkophagen aus der merowingischen Zeit neben der Apsis belegt wird. Ursprünglich gehörte sie zu einem Kloster des Ordens der Prämonstratenser aus der Abtei Saint-Jean de la Castelle. Von dem romanischen Bau aus dem 11. Jahrhundert haben die halbrunde Apsis und das Langhaus aus kleinem Mauerwerksverband die Jahrhunderte überdauert. Drei flache Strebepfeiler stützen die Apsis, wobei der auf der Mittelachse durch ein Fenster unterbrochen ist. Während der Gotik wurden vermutlich im 14. Jahrhundert zwei Seitenschiffe hinzugefügt, die mit dem Hauptschiff über große Rundbogenarkaden verbunden sind. Der befestigte Glockenturm besitzt an seiner Nord- und Südseite Scharwachttürme auf Konsolen, die wahrscheinlich zur gleichen Zeit errichtet wurden. Die Kirche erhielt einige Restaurierungen nach der Verwüstung und Plünderung von protestantische Truppen unter der Führung des Hauptmanns Thoiras im Rahmen der Hugenottenkriege im Jahre 1569. Im 19. Jahrhundert wurde im Westen eine Vorhalle errichtet, die den Fuß des Glockenturm umschließt, und zu beiden Seiten des Chors je eine Sakristei. Der Glockenturm ist mit einem Zeltdach versehen, das wie das gesamte Gebäude mit Hohlziegeln gedeckt ist.
Einige Ausstattungsgegenstände, die größtenteils stark überarbeitet wurden, stammen aus der Zeit des Ancien Régimes. Der älteste ist hierbei eine Statue der heiligen Quiteria, der Schutzpatronin der Kirche. Die aus Eichenholz gefertigte Figur stammt aus dem 14. oder 15. Jahrhundert. Sie hat eine Blumenkrone aufgesetzt und trägt einen langen Mantel mit Bruchfalten. In ihrer rechten Hand hält sie ihren halb abgetrennten Kopf und in ihrer linken ein geschlossenes Buch. Eine Kette, die bis zum Boden reicht, ist zudem an ihrer linken Hand befestigt. Das Bildwerk war im Originalzustand sicherlich polychrom, die Farbe wurde aber abgetragen und das Holz wurde gewachst. Die Ausstattung des Chors und des Hauptaltars ist aus Elementen des 17. Jahrhunderts (Tür, Säulen und Statuetten des Tabernakels), der Mitte des 18. Jahrhunderts (Gemälderahmen des Altarretabels, Täfelung und Bänke des Chors), des Zeitalters der Restauration (Gemälde der heiligen Quiteria des Retabels) und der Mitte des 19. Jahrhunderts (Altartisch). Der Nebenaltar im nördlichen Seitenschiff, der den Heiligen Blasius von Sebaste und Remigius gewidmet ist, ist ebenfalls heterogen, während der Nebenaltar im südlichen Seitenschiff ein klassizistisches Werk aus der ersten Hälfte des 19. Jahrhunderts ist. Der Rest des Mobiliars wurde seit der zweiten Hälfte des 19. Jahrhunderts erworben. Einige Glasfenster mit geometrischen Motiven sind Werke des Glasmalers Gustave Pierre Dagrant aus Bordeaux, die 1882 in den Seitenschiffen und nach 1915 im Chor entstanden sind. Weitere zwei Glasfenster wurden im Januar 1939 bei den Nachfolgern des Gründers des Hauses Dagrant bestellt. Sie zeigen die Heiligen Blasius als Bischof mit Mitra, Krummstab und Märtyrerpalme und Quiteria mit Krone, Buch, Lilie, Palme und Schwert. Die beschriebenen und viele weitere Ausstattungsgegenstände der Kirche sind als nationale Kulturgüter registriert.

## Wirtschaft und Infrastruktur

### Bildung
Die Gemeinde verfügt über eine öffentliche Grundschule mit 19 Schülerinnen und Schülern im Schuljahr 2017/2018.

### Sport und Freizeit
Maillères liegt im Regionalen Naturpark Landes de Gascogne.

### Verkehr
Maillères wird von der Route départementale 53 durchquert.